# Srečko Žumer
Srečko Žumer, slovenski politik in sindikalni voditelj, * 31. maj 1895, Železniki, † 24. januar 1983, Ljubljana.

## Življenje in delo
Srečko Žumer je bil brat Lojzeta in Matije Žumra. Starši so mu bili Matija st. in Marija (rojena Čemažar). V Kranju je ob podpori Janeza Evangelista Kreka obiskoval nižjo gimnazijo (1907–1911), nato se je v tiskarni Tiskovnega društva izučil za stavca (1912–1915). Med prvo svetovno vojno je bil vojak na soški fronti in na zahodni fronti v bitki pri Verdunu. 
Leta 1919 se je najprej zaposlil kot ročni, nato pa kot strojni stavec v Jugoslovanski tiskarni v Ljubljani, kjer je delal do leta 1945. Po letu 1921 je deloval v Jugoslovanski strokovni zvezi (1922 kot blagajnik, 1925 kot podpredsednik, 1927–1941 kot predsednik načelstva) in v njej uveljavljal sodobna sindikalna pravila. V sporih s Slovensko ljudsko stranko (SLS) zaradi ideoloških in socialno-teoretičnih vprašanj se je opiral na mlajše radikalne krščansko-socialistične intelektualce. Podpiral je delo Krekove mladine. Pomembno je prispeval k ljudskofrontnemu povezovanju krščanskih socialistov s komunisti. Posebej po objavi enciklike Quadragesimo anno leta 1931 se je oddaljil od politike vodstva nekdanje SLS. Nasprotoval je politiki režimske stranke Jugoslovanska radikalna zajednica (JRZ) in kljuboval pritiskom konkurenčnega katoliškega sindikata Zveze združenih delavcev in vodstva nekdanje SLS. 
Zaradi očitkov katoliškega političnega vodstva, da je Jugoslovanska strokovna zveza (JSZ) marksistična, je 17. januarja 1937 vodil delegacijo JSZ iz ljubljanske škofije, ki je obiskala škofa Rožmana, mu poročala s terena in izpostavila očitke, da niso katoliški. Škof Rožman jih je podprl in jim dal svoj blagoslov.
Po okupaciji 1941 je odobril vstop krščanskih socialistov v Osvobodilno fronto. Med drugo svetovno vojno je bil nekaj časa v italijanskem taborišču Visco in v domobranskem zaporu. Po izpustitvi so ga oktobra 1943 na Kočevskem zboru odposlancev slovenskega naroda izvolili v Slovenski narodnoosvobodilni odbor, jeseni leta 1945 pa za zveznega poslanca. Od 1945 je služboval pri Ministrstvu za delo, Oblastnem odboru, Socialnem zavarovanju in Glavnem odboru Rdečega križa Slovenije. Ker ni skrival krščanskega prepričanja, je bil v postinformbirojevskem obdobju odstranjen iz politike. Po upokojitvi (1950) se je honorarno zaposlil kot strojni stavec pri časopisu Slovenski poročevalec. Ob ustanovitvi Sveta republike Slovenije 1975 je bil izvoljen za člana, kar je ostal do smrti.